# 西厂
西廠，全稱西緝事廠，是明朝廠衛之一以及一個特務機構，直接聽命於皇帝。它設立於1477年，1482年廢止。

## 歷史
「西廠」的成立是非常偶然的。
成化十二年（1476年），道士李子龍以「左道」馳名一時，在朝中有極多的親信，在親信的幫助之下，李子龍有機會登萬歲山，觀察內宮，被錦衣衛校尉所發現，傳出李子龍有弒君意圖，於是李子龍被正法。
當時明憲宗朱見深得知此事後，大為緊張、疑神疑鬼，認為到处都滿佈危險。憲宗認為东厂失职，為了避免類似的事再次發生，十分想了解宮外的民臣動向，令宦官汪直從錦衣衛中選人喬裝成平民，出宮伺察。
成化十三年（1477年），汪直得到明憲宗的寵信領新設特務機構西廠，權勢遠在錦衣衛和東廠之上。
成化十八年（1482年），憲宗得知汪直的惡行，於是下旨廢西廠。
正德初年明武宗為了打壓大臣對他的諫言而短暫復回西廠，正德五年（1510年）與內行廠一同被裁撤。
西廠與內行廠是「廠衛」中為期最短的，影響力及掌握的權力更無法與終明一代的東廠相提並論。

## 職掌
西廠直接聽命於皇帝，不受其他任何機構和個人的節制。西廠作為一個短命的特務機構，前後只有兩任提督，分別是汪直和谷大用。

## 制度
西廠的成員是從錦衣衛中選拔出來，憲宗律定所領緹騎（錦衣衛校尉）的人數要比東廠多一倍，又把東廠與錦衣衛的職權包攬起來，它的職權比東廠和錦衣衛更大。而西廠的職務是偵查民臣的言行，並可以對疑犯進行拘留、用刑。西廠又把監獄以及法庭混為一體，而且隨意逮捕朝中官员，逮捕中、低级的官员，可自行決定，不必向皇帝奏請。

## 影響
西廠的成立，使得汪直的官銜「更上一層樓」，令他的焰氣更高。史書上記載汪直腳下的黨羽其多，每次出府都橫行霸道。另外，西廠可隨意逮捕朝中大臣，並不向皇帝奏請，因此西廠成員也常常假借廠中的權力陷害異己。其三，西廠所限定的偵查範圍不只是北京城，而是全國各地，任何人都會成為西廠監視、陷害的對象。